# Risemedet
Risemedet är ett berg i Antarktis. Det ligger i Östantarktis. Norge gör anspråk på området. Toppen på Risemedet är 2 705 meter över havet.
Terrängen runt Risemedet är huvudsakligen lite bergig. Risemedet är den högsta punkten i trakten. Trakten är obefolkad. Det finns inga samhällen i närheten. 